# Leonardus Nardus
Leonardus „Leo” Nardus, dawniej Leonardus Salomon (ur. 5 maja 1868 w Utrechcie, zm. 12 czerwca 1955 w Al-Marsa) – holenderski malarz i szermierz, brązowy medalista olimpijski.
Urodzony Leonardus Salomon, zmienił nazwisko na Nardus 20 lutego 1911 roku. 
Na igrzyskach olimpijskich w Sztokholmie w 1912 roku razem z Adrianusem de Jongiem, George'em van Rossemem, Jetze Doormanem i Willemem van Blijenburghiem zdobył brązowy medal w szpadzie drużynowej. Był to jego jedyny występ olimpijski i zarazem jedyny medal wywalczony w zawodach międzynarodowych tej rangi.
Nardus był bardziej znany jako artysta niż szermierz. 
Jako miłośnik szachów wspierał wielu zawodników (m.in. Dawida Janowskiego), a sam startował w rozgrywkach amatorskich. Sportretował kilku szachowych mistrzów, min. Emanuela Laskera i Franka Marshalla. W latach 1894–1908 pracował w USA jako handlarz sztuki.